# Krutichinskij rajon
Il Krutichinskij rajon (in russo Крутихинский район?) è un rajon del kraj dell'Altaj, nella Russia asiatica.